# Akito Fukumori
Akito Fukumori (福森 晃斗 Fukumori Akito?), född 16 december 1992 i Kanagawa prefektur, är en japansk fotbollsspelare.
Fukumori började sin karriär 2011 i Kawasaki Frontale. 2015 flyttade han till Consadole Sapporo (Hokkaido Consadole Sapporo).